# Северная (река, впадает в море Лаптевых)
Се́верная — река в Таймырском Долгано-Ненецком районе Красноярского края России, впадает в бухту Прончищевой моря Лаптевых. Длина реки — 115 км, площадь водосборного бассейна — 1800 км².
Исток реки находится на северо-востоке полуострова Таймыр, в самой высокой части гор Бырранга, на высоте более 500 м над уровнем моря. От истока течёт на юг по горной тундре, через несколько километров резко поворачивает на северо-восток и север. Ближе к устью выходит на равнину, направление меняется на восточное и юго-восточное. Многочисленные шиверы и осерёдки. Берега часто заболоченные. Впадает в бухту Прончищевой в 25 км к юго-западу от устья реки Вездеходной и в 9 км к юго-западу от озера Картографов. В нижнем течении ширина русла составляет 60 м при глубине 0,5 м, скорость течения — 0,6 м/с.

## Основные притоки
Указаны поименованные притоки длиной 30 км и более.
| Название   | Расстояние от устья | Длина | Положение |
| ---------- | ------------------- | ----- | --------- |
| Оленья     | 4,2                 | 35    | правый    |
| Каменистая | 35                  | 65    | левый     |

## Данные водного реестра
По данным государственного водного реестра России и геоинформационной системы водохозяйственного районирования территории РФ, подготовленной Федеральным агентством водных ресурсов:
- Бассейновый округ — Енисейский
- Речной бассейн — Хатанга
- Речной подбассейн — Хатанга от слияния Хеты и Котуя до устья
- Водохозяйственный участок — Реки бассейна моря Лаптевых от мыса Прончищева до границы между Таймырским (Долгано-Ненецким) АО и Республикой Саха (Якутия) без реки Хатанга
- Код объекта в государственном водном реестре — 17040400212117600002734[5].